# Coussarea terepaimensis
Coussarea terepaimensis är en måreväxtart som beskrevs av Julian Alfred Steyermark. Coussarea terepaimensis ingår i släktet Coussarea och familjen måreväxter. Inga underarter finns listade i Catalogue of Life.